# لإيون بوغدان
لإيون بوغدان (بالرومانية: Ioan Bogdan)‏ (مواليد 6 مارس 1915) هو لاعب كرة قدم. يلعب مع منتخب رومانيا لكرة القدم. سبق له أن لعب في كأس العالم لكرة القدم مع منتخب بلاده.

## روابط خارجية
- لإيون بوغدان على موقع الاتحاد الدولي (مؤرشف)  (الإنجليزية)
- لإيون بوغدان على موقع قاعدة بيانات كرة القدم.إي يو (الإنجليزية)
- لإيون بوغدان على موقع ناشيونال فوتبول تيمز (الإنجليزية)
- لإيون بوغدان على موقع Soccerway.com (الإنجليزية)
- لإيون بوغدان على موقع عالم كرة القدم.نت (الإنجليزية)